# Чемпионат СССР по хоккею с шайбой 1959/1960 (составы)
Составы команд, участвовавших в чемпионате СССР по хоккею с шайбой 1959/60.

## 1. ЦСК МО
Вратари: Юрий Овчуков, Николай Пучков.

Защитники: Владимир Брежнев (6 голов), Виктор Кузькин, Виктор Наумов, Генрих Сидоренков (4), Николай Сологубов (5), Иван Трегубов (3), Эдуард Троицкий[уточнить], Дмитрий Уколов (3).

Нападающие: Вениамин Александров (19), Александр Альметов (15), Юрий Баулин (13), Владимир Брунов (8), Леонид Волков (10), Игорь Деконский (16), Владимир Каменев, Владимир Киселёв (13), Юрий Я. Копылов (10), Константин Локтев (13), Юрий Пантюхов (5), Константин Прохоров, Александр Сафронов, Валентин Сенюшкин (10), Александр Черепанов (4).

Старший тренер: Анатолий Тарасов.

## 2. «Динамо»
Вратари: Борис Зайцев, Владимир Чинов.

Защитники: Виталий Давыдов (3), Павел Жибуртович (2), Михаил Орехов (1), Анатолий Сергеев[уточнить], Виктор Тихонов (2), Роберт Черенков (1).

Нападающие: Валентин Алексеев (1), Юрий Крылов (9), Валентин Кузин (17), Георгий Кузнецов[уточнить], Владимир Новожилов (6), Вячеслав Орчаков (10), Игорь Петухов[уточнить], Станислав Петухов (23), Александр Солдатенков (8), Александр Стриганов (6), Александр Уваров (11), Валентин Чистов (14), Владимир Юрзинов (17).

Старший тренер: Аркадий Чернышёв.

## 3. «Крылья Советов»
Вратари: Евгений Еркин, Борис Запрягаев.

Защитники: Лев Грошев, Эдуард Иванов (4), Николай Карпов (3), Станислав Квасников, Альфред Кучевский (2), Борис Седов (3), Сергей Титенков.

Нападающие: Михаил Бычков (9), Василий Возвышаев (9), Владимир Гребенников (19), Евгений Грошев (20), Алексей Гурышев (23), Борис Дмитриев, Игорь Дмитриев (1), Анатолий Ионов, Станислав Кузнецов, Юрий Масленников (7), Сергей Митин (4), Виктор Осокин[уточнить], Виктор Пряжников (11), Николай Хлыстов (8), Юрий Цицинов (18).

Старший тренер: Владимир Егоров.

## 4. «Локомотив» Москва
- вр Брыков, Виктор Николаевич
- вр Глухов, Юрий Александрович
- защ Андрианов, Геннадий Иванович
- защ Афанасьев, Александр Гаврилович
- защ Рыжов, Михаил Иванович
- защ Спиркин, Борис Николаевич
- защ Фадин, Анатолий Александрович
- нап Величкин, Виктор Анатольевич
- нап Волков, Юрий Александрович
- нап Гаев, Юрий
- нап Козин, Валентин Иванович
- нап Михеев, Анатолий Александрович
- нап Мишаков, Евгений Дмитриевич
- нап Николаев, Юрий Никанорович
- нап Очнев, Юрий Георгиевич
- нап Ржевцев, Михаил Михайлович
- нап Снетков, Николай Афанасьевич
- нап Уткин, Валентин Павлович
- нап Цыплаков, Виктор Васильевич
- нап Чумичкин, Юрий Николаевич
- нап Якушев, Виктор Прохорович
- Старший тренер: Анатолий Кострюков

## 5. «Торпедо» Горький
- вр Коноваленко, Виктор Сергеевич
- вр Фуфаев, Владимир Николаевич
- вр Чихирев, Борис
- защ Кормаков, Валерий Иванович
- защ Кудряшов, Владимир Данилович
- защ Прилепский, Александр Тихонович
- защ Солодов, Владимир Сергеевич
- защ Сорокин, Анатолий Константинович
- нап Дубинин, Анатолий Петрович
- нап Краев, Михаил Александрович
- нап Крутов, Геннадий Георгиевич
- нап Марычев, Юрий Павлович
- нап Немчинов, Борис Иванович
- нап Орлов, Анатолий Николаевич
- нап Потехов, Юрий Александрович
- нап Рогов, Александр Михайлович
- нап Сахаровский, Роберт Серафимович
- нап Халаичев, Лев Феоктистович
- нап Чистовский, Игорь Борисович
- нап Шичков, Игорь Алексеевич
- Старший тренер: Дмитрий Богинов

## 6. «Электросталь»
- вр Королёв, Александр Лаврентьевич
- вр Шамарин, Анатолий Иванович
- защ Ильин, Станислав Алексеевич
- защ Кузнецов, Анатолий Алексеевич
- защ Мжачих, Алексей Васильевич
- защ Сафронов, Алексей Степанович
- защ Сергиенко, Валерий Михайлович
- защ Хороводников, Евгений Борисович
- нап Андрияхин, Владимир Дмитриевич
- нап Жуков, Игорь Леонидович
- нап Игнатенко, Николай Фёдорович
- нап Ионов, Анатолий Семёнович
- нап Коровкин, Владимир Данилович
- нап Леонов, Виктор Иванович
- нап Малахов, Анатолий Дмитриевич
- нап Матвеев, Николай Васильевич
- нап Парамошкин, Юрий Георгиевич
- нап Пронкин, Анатолий Фёдорович
- нап Сайфетдинов, Рашид Абдулхакович
- нап Степанов, Игорь Иванович
- нап Цепков, Виктор Васильевич
- Старший тренер: Николай Нилов

## 7. СКА Ленинград
- вр Литовко, Станислав Яковлевич
- вр Цветков, Борис Иванович
- защ Волков, Евгений Александрович
- защ Горчаков, Юрий Павлович
- защ Жоголь, Анатолий Иосифович
- защ Иванов, Иван Михайлович
- защ Китаев, Дмитрий Васильевич
- нап Антонов, Алексей
- нап Булатов, Станислав Вячеславович
- нап Быков, Леонид Николаевич
- нап Елесин, Виктор Иванович
- нап Климов, Леонид Александрович
- нап Погребняк, Владимир Владимирович
- нап Преман, Эдгард Эдгардович
- нап Сальников, Сергей Иванович
- нап Сивков, Олег Константинович
- нап Фёдоров, Константин Егорович
- Старший тренер: Александр Комаров

## 8. «Трактор»
- вр Никонов, Юрий Владимирович
- вр Соколов, Виктор Александрович
- защ Балашов, Валерий Васильевич
- защ Захаров, Николай Иванович
- защ Малков, Станислав Павлович
- защ Поляков, Эдуард Николаевич
- защ Ржанников, Борис Иванович
- защ Толстик, Владимир Васильевич
- защ Цыгуров, Геннадий Фёдорович
- нап Бурачков, Герман Иванович
- нап Загородных, Владимир Петрович
- нап Казаков, Геннадий Андреевич
- нап Каравдин, Владимир Петрович
- нап Колечкин, Валентин Владимирович
- нап Коровников, Анатолий Иванович
- нап Кунгурцев, Виктор Петрович
- нап Курбатов, Владимир Васильевич
- нап Мальцев, Юрий Иванович
- нап Ольков, Анатолий Иванович
- нап Перегудов, Виктор Михайлович
- нап Соколов, Виктор Евгеньевич
- Старший тренер: Сергей Захватов

## 9. «Динамо» Новосибирск
- вр Бубенец, Вячеслав Васильевич
- вр Жариков, Герман Михайлович
- защ Алешкович, Адий Борисович
- защ Бирюлинцев, Анатолий Павлович
- защ Михайлов, Юрий Николаевич
- защ Нагих, Владимир Тимофеевич
- защ Радаев, Геннадий Николаевич
- защ Чернявский, Юрий Леонидович
- нап Агафонов, Валерий Иванович
- нап Золотухин, Владимир Иванович
- нап Индюков, Владимир Иванович
- нап Картавых, Виктор Макарович
- нап Кунгурцев, Владимир Кузьмич
- нап Поляшов, Анатолий
- нап Стаин, Виталий Иванович
- нап Судоплатов, Юрий Викторович
- нап Шмелёв, Геннадий Андреевич
- нап Щемелинский, Владимир Тимофеевич
- Старший тренер: Олег Толмачёв

## 10. «Кировец»
- вр Казаков, Виктор Иванович
- вр Шаров, Николай Николаевич
- защ Антонов, Юрий Евгеньевич
- защ Басюра, Леонид Петрович
- защ Дроздов, Анатолий Федорович
- защ Кузнецов, Владислав Михайлович
- защ Морозов, Виктор Алексеевич
- защ Чуркин, Виктор Васильевич
- нап Арсёнов, Герман Павлович
- нап Борисов, Юрий Павлович
- нап Бунин, Анатолий Степанович
- нап Быстров, Валентин Александрович
- нап Гаврилов, Николай Васильевич
- нап Голованов, Алексей Иванович
- нап Копчёнов, Дмитрий Константинович
- нап Кустов, Виталий Николаевич
- нап Лапин, Франц Иванович
- нап Мартынов, Валентин Петрович
- нап Романюк, Борис
- нап Смирнов, Виктор Владимирович
- нап Уткин, Валентин Павлович
- нап Шумин, В.
- нап Юдин, Георгий Григорьевич
- Старший тренер: Анатолий Викторов

## 11. «Спартак» Свердловск
- вр Дедиков, Геннадий Прохорович
- вр Зубарев, Валерий Николаевич
- вр Михеев, Валерий
- защ Кардонов, Владимир Иванович
- защ Козлов, Павел Николаевич
- защ Малыгин, Владилен
- защ Нужин, Борис Александрович
- защ Чистяков, Геннадий Григорьевич
- защ Язовских, Александр Андреевич
- нап Бушуев, Валентин Николаевич
- нап Власов, Виктор
- нап Горбунов, Юрий Аркадьевич
- нап Григорьев, Герман Германович
- нап Гурьевских, Геннадий Яковлевич
- нап Кожурин, Олег Владимирович
- нап Макаров, Анатолий
- нап Наумов, Валентин Иванович
- нап Поспелов, Борис Викторович
- нап Сааль, Юрий Александрович
- нап Фирсов, Юрий Георгиевич
- нап Царевников, Юрий Александрович
- нап Чаринцев, Альфред Эльмарович
- нап Черепанов, Алексей Петрович
- Старший тренер: Георгий Фирсов

## 12. СКА Калинин
- вр Толмачёв, Виктор Егорович
- вр Эртуганов, Хамит Юзефович
- защ Богатырёв, Станислав
- защ Зайцев, Олег Алексеевич
- защ Иванов, Анатолий Васильевич
- защ Костин, Виктор Фёдорович
- защ Наумов, Виктор Владимирович
- защ Седов, Владимир Петрович
- нап Галямин, Олег Алексеевич
- нап Глаголев, Виктор Александрович
- нап Гришин, Александр Козьмич
- нап Козлов, Анатолий Иванович
- нап Кривохижин, Константин Кириллович
- нап Кутаков, Игорь Владимирович
- нап Макаров, Анатолий Петрович
- нап Науменко, Владимир Андреевич
- нап Плюха, Альберт Григорьевич
- нап Фоменков, Валерий Иванович
- нап Фридман, Илья Львович
- нап Юрзинов, Вячеслав Валентинович
- Старший тренер: Виктор Шувалов

## 13. «Химик»
- вр Полеев, Евгений Сергеевич
- вр Рагулин, Анатолий Павлович
- защ Ватутин, Анатолий Николаевич
- защ Воейков, Евгений Иванович
- защ Громов, Юрий Фёдорович
- защ Данилов, Владимир Петрович
- защ Долягин, Юрий Алексеевич
- защ Рагулин, Александр Павлович
- нап Борисов, Юрий Викторович
- нап Васильев, Владимир Филиппович
- нап Гаврилов, Валерий Павлович
- нап Денисов, Евгений Ефимович
- нап Егоров, Евгений Дмитриевич
- нап Карев, Олег Гаврилович
- нап Каштанов, Виктор Васильевич
- нап Копылов, Юрий Алексеевич
- нап Лощинин, Вячеслав Алексеевич
- нап Морозов, Юрий Иванович
- нап Никитин, Валерий Александрович
- нап Рагулин, Михаил Павлович
- Старший тренер: Николай Эпштейн

## 14. «Молот»
- вр Родочев, Виктор Иванович
- вр Шилов, Владимир Александрович
- защ Грач, Анатолий Леонидович
- защ Костарев, Виталий Петрович
- защ Курдюмов, Владилен Петрович
- защ Медведев, Борис Сергеевич
- защ Семёнов, Борис Иванович
- защ Сидоров, Леонид Александрович
- защ Славинский, Вадим Александрович
- нап Аксёнов, Василий Васильевич
- нап Галкин, Виктор Константинович
- нап Девятериков, Юрий Михайлович
- нап Ермолаев, Вячеслав Сергеевич
- нап Кондаков, Леонид Владимирович
- нап Маянц, Владислав
- нап Неволин, Евгений Васильевич
- нап Опарин, Владислав Петрович
- нап Решетов, Олег Степанович
- нап Серегородский, Станислав Николаевич
- нап Финкельштейн, Юрий Леонидович
- нап Фокеев, Владимир Павлович
- Старший тренер: Виталий Костарев

## 15. ЛИИЖТ
- вр Богданов, Анатолий Константинович
- вр Ефимов, Юрий
- вр Шляпников, Владимир Иванович
- защ Боровиков, Геннадий Тимофеевич
- защ Гурлов, Иван Васильевич
- защ Дианов, Валерий Иванович
- защ Мосягин, Виктор Иванович
- защ Прилуцкий, Игорь Кирович
- защ Ульянов, Юрий Васильевич
- нап Буланов, Николай Павлович
- нап Воронков, Валерий
- нап Григорьев, Герман Германович
- нап Гундин, Роберт Александрович
- нап Дубровин, Евгений Иванович
- нап Звездин, Юрий Иосифович
- нап Карасев, Владимир Алексеевич
- нап Кокорин, Геннадий Яковлевич
- нап Кокутин, Геннадий Николаевич
- нап Комаров, Юрий Николаевич
- нап Плеханов, Юрий Николаевич
- нап Салаков, Лев
- нап Сидякин, Анатолий Николаевич
- нап Штурмин, Евгений Николаевич
- Старший тренер: Евгений Дзеярский

## 16. «Спартак» Омск
- вр Дымков, Борис Арсентьевич
- вр Кокшаров, Николай Павлович
- защ Белов, Анатолий Александрович
- защ Бовдуй, Виталий Михайлович
- защ Дьяков, Эдуард Васильевич
- защ Ивачёв, Геннадий Александрович
- защ Костицын, Юрий Николаевич
- защ Мурашов, Владимир Гаврилович
- защ Осипенко, Анатолий Митрофанович
- защ Синицын, Евгений Николаевич
- защ Сорокин, Олег Михайлович
- нап Андреев, Юрий Васильевич
- нап Валиулин, Мурат
- нап Данилов, Альберт Петрович
- нап Документов, Рудольф Николаевич
- нап Малков, Вячеслав
- нап Мишкуров, Владимир Владимирович
- нап Перегудов, Юрий Михайлович
- нап Рассказов, Эдуард Васильевич
- нап Рогагин, Владимир Гаврилович
- нап Сермяжко, Валерий Александрович
- нап Шаболдин, Юрий Константинович
- нап Шевелёв, Виктор Михайлович
- Старший тренер: Валентин Скибинский

## 17. «Спартак» Москва
- вр Апраксин, Михаил Иванович
- вр Осмоловский, Александр Иванович
- вр Чепыжев, Василий Ермилович
- защ Алексушин, Николай Семёнович
- защ Зотов, Николай Фёдорович
- защ Испольнов, Владимир Николаевич
- защ Кобзев, Евгений Ильич
- защ Кузьмин, Валерий Борисович
- защ Логачёв, Александр Иванович
- защ Рыжов, Анатолий Гаврилович
- нап Булатов, Рауф Рауфович
- нап Егоров, Анатолий Александрович
- нап Корнеев, Александр Александрович
- нап Кравченко, Юрий Борисович
- нап Кузнецов, Александр Сергеевич
- нап Майоров, Борис Александрович
- нап Майоров, Евгений Александрович
- нап Мальцев, Владимир Михайлович
- нап Савельев, Олег Михайлович
- нап Старшинов, Вячеслав Иванович
- нап Фирсов, Анатолий Васильевич
- нап Шуленин, Владимир Васильевич
- Старший тренер: Александр Игумнов

## 18. РВЗ
- вр Клыпин, Юрий
- вр Опитс, Улдис Карлович
- вр Янкавс, Улдис
- защ Богданов, Сергей Яковлевич
- защ Браунс, Арнольд Индрихович
- защ Вульфс, Андрис
- защ Крастыньш, Гунарс Арнольдович
- защ Лея, Арно
- защ Скрипко, Владимир
- защ Шульберг, Янис
- нап Антонов, Алексей П.
- нап Апситис, Карлис
- нап Белянин, Эдуард
- нап Буртниекс, Вилнис Артурович
- нап Вишневский, Ойярс
- нап Дульнев, Николай Иванович
- нап Клявиньш, Эдуард
- нап Курицын, Владимир Иванович
- нап Курмелис, Херманис
- нап Латынцев, Анатолий Филиппович
- нап Огерчук, Лев Андреевич
- нап Салцевич, Зигвард
- нап Севастьянов, Борис
- нап Умбрашко, Виталий
- нап Фирсов, Михаил Яковлевич
- нап Якобсон, Андрис
- Старший тренер: Эдгарс Клавс